# 카를 몰바이데
카를 몰바이데(Karl Brandan Mollweide, 1774년 2월 3일 ~ 1825년 3월 10일)는 독일의 수학자·천문학자이다. 1805년에 세계 전도(全圖)에 쓰이는 지도 투영법의 하나인 몰바이데 도법을 고안하여 발표했다. 이를 호몰로그래프 도법, 또는 타원 도법이라고도 한다.